# Konstanz (Schiff, 1930)
Die Motorfähre Konstanz war das zweite Fährschiff der Fährlinie Konstanz–Meersburg, und die erste Fähre in Portalbauweise mit einem die Fahrbahn überspannenden Passagierdeck.

## Geschichte
Bereits im ersten Betriebsjahr war die Fährverbindung entgegen vielen anderen Prognosen ein wirtschaftlicher Erfolg, so dass bereits am 10. August 1929 die Bodan-Werft in Kressbronn mit einem weiteren Fährschiff-Neubau beauftragt wurde. Der Neubau unterschied sich deutlich von der ersten Bodenseefähre und stellt mit dem Passagierdeck über der Fahrbahn den Urtyp aller Bodenseefähren bis heute auf.
Am 15. Januar 1930 erfolgte der Stapellauf, und am 1. Juni des gleichen Jahres erfolgte die Indienststellung. Die neue Fähre erhielt den Namen Konstanz, die erste Fähre wurde in Meersburg umbenannt. 1939 wurde die Fährflotte durch ein weiteres Fährschiff verstärkt, das ebenfalls den Namen Konstanz erhielt. Damit waren zeitgleich zwei Fähren mit demselben Schiffsnamen für das gleiche Unternehmen aktiv.
Im Zweiten Weltkrieg wurde der Betrieb der Konstanz eingestellt und das Schiff für Versuchszwecke der Kriegsmarine, unter anderem der Entwicklung von Torpedos, verwendet. Nach dem Krieg diente die Fähre zunächst als Unterkunft für französische Soldaten. Der Fährdienst wurde nur zögerlich wieder aufgenommen, da in der ersten Zeit nur zwei Überfahrten täglich genehmigt wurden. Erst ab 1948 konnte der Liniendienst wieder uneingeschränkt angeboten werden.
1950 erfolgte ein erster großer Umbau des Schiffskörpers. Dabei wurde die Durchfahrtshöhe um 40 cm auf 3,6 m angehoben. Damit war die Fähre für die größeren Lastkraftwagen nutzbar. Ein weiterer Umbau erfolgte 1962, wobei die Fähre stärkere Antriebsmotoren erhielt. In den Jahren beschafften die Stadtwerke Konstanz drei weitere, moderne Fährschiffe. Durch das gleichzeitig stark wachsende Verkehrsaufkommen blieb die Konstanz jedoch im uneingeschränkten Einsatz.
Am 3. Juli 1970 wurde das Nachfolgerschiff der Konstanz, die Fontainebleau, in Dienst gestellt. Zum 10. November 1970 wurde die Konstanz dann aus dem Liniendienst genommen und an den Schifffahrtsbetrieb Heidegger in Überlingen verkauft, die das Schiff in Herkules umbenannte und als Arbeitsschiff einsetzte. Für diesen Einsatz erfolgte 1975 ein weiterer Umbau bei der Linzer-Werft in Fußach.
Im September 1993 lag die zur Verschrottung vorgesehene ehemalige Fähre in Hard. Die Verschrottung verzögerte sich, weil die dafür erforderliche Finanzierung nicht gesichert war.